# Polyphylla maculipennis
Polyphylla maculipennis är en skalbaggsart som beskrevs av Moser 1919. Polyphylla maculipennis ingår i släktet Polyphylla och familjen Melolonthidae. Inga underarter finns listade i Catalogue of Life.